# Heart Award
Heart Award (nome oficial: BNP Paribas Heart Awards), ou Prêmio do Coração é uma honraria dedicada às tenistas que mais se destacaram na Fed Cup na temporada.
A ideia do prêmio é reconhecer as atletas que defenderam seus países com destaque, mostrando comprometimento, respeito pelos adversários, coragem dentro da quadra e espírito de equipe.
O prêmio foi criado em 2009. Em 2010, ele foi divido em Zonais.

## Vencedoras
| Ano     | Finais           | Qualificatório       | Play-offs           | Zona das Américas I      | Zona da Ásia e da Oceania I | Zona da Europa e da África I |
| ------- | ---------------- | -------------------- | ------------------- | ------------------------ | --------------------------- | ---------------------------- |
| 2024    | Jasmine Paolini  | Ana Bogdan           | Beatriz Haddad Maia | Julia Riera              | Wang Xinyu                  | Clara Tauson                 |
| 2023    | Leylah Fernandez | Leylah Fernandez     | Anhelina Kalinina   | Julia Riera              | Back Dayeon                 | Rebecca Peterson             |
| 2022    | Storm Sanders    | Iga Świątek          | Beatriz Haddad Maia | Beatriz Haddad Maia      | Ankita Raina                | Kaja Juvan                   |
| 2020-21 | Belinda Bencic   | Anastasija Sevastova | Leylah Fernandez    | Fernanda Contreras Gomez | Sania Mirza                 | Anett Kontaveit              |

| Ano  | SFs do Grupo Mundial  | Play-offs do Grupo Mundial I/II | 1ª fase do Grupo Mundial I/II | Zona das Américas I     | Zona da Ásia e da Oceania I | Zona da Europa e da África I |
| ---- | --------------------- | ------------------------------- | ----------------------------- | ----------------------- | --------------------------- | ---------------------------- |
| 2019 | Ashleigh Barty        | Katie Boulter                   | Simona Halep                  | Carolina Meligeni Alves | Zarina Diyas                | Johanna Konta                |
| 2018 | Petra Kvitová         | Eugenie Bouchard                | Kristina Mladenovic           | Montserrat González     | Yulia Putintseva            | Olga Danilović               |
| 2017 | Aliaksandra Sasnovich | Julia Görges                    | Aryna Sabalenka               | Bianca Andreescu        | Galina Voskoboeva           | Heather Watson               |
| 2016 | Caroline Garcia       | Hsu Ching-wen                   | Aliaksandra Sasnovich         | Nadia Podoroska         | Hsieh Su-wei                | Kateryna Bondarenko          |
| 2015 | Lucie Šafářová        | Flavia Pennetta                 | Irina-Camelia Begu            | Verónica Cepede Royg    | Tamarine Tanasugarn         | Çağla Büyükakçay             |
| 2014 | Andrea Petkovic       | –                               | Agnieszka Radwańska           | Teliana Pereira         | Sabina Sharipova            | Simona Halep                 |
| 2013 | Sara Errani           | –                               | Daniela Hantuchová            | Paula Gonçalves         | Galina Voskoboeva           | Agnieszka Radwańska          |
| 2012 | Jelena Janković       | –                               | Daniela Hantuchová            | Catalina Castaño        | Na Li                       | Sofia Arvidsson              |
| 2011 | Petra Kvitová         | Andrea Petkovic                 | Bojana Jovanovski             | Bianca Botto            | Ayumi Morita                | Victoria Azarenka            |
| 2010 | Francesca Schiavone   | Yanina Wickmayer                | Jelena Janković               | Maria Fernanda Alves    | Kimiko Date Krumm           | Katarina Srebotnik           |
| 2009 | Melanie Oudin         | Melanie Oudin                   | Melanie Oudin                 | Melanie Oudin           | Melanie Oudin               | Melanie Oudin                |

## Ligações Externas
- The Fed Cup Heart Award